# Église luthérienne de la Sainte-Trinité de Manhattan
Pour les articles homonymes, voir Église de la Sainte-Trinité et Église catholique de la Sainte-Trinité de Manhattan.
Ne doit pas être confondu avec Église luthérienne de la Trinité.
L'église luthérienne de la Sainte-Trinité de Manhattan, en anglais Holy Trinity Church est une église luthérienne située au 3 West 65th Street, au coin de Central Park West, dans le quartier Upper West Side de Manhattan, à New York. La paroisse est membre de l'Église évangélique luthérienne en Amérique.

## Histoire
La congrégation est fondée en 1868, après s'être séparée de l'église luthérienne Saint-James. Au XIXe siècle, la plupart des luthériens de New York sont d'origine allemande, église de la Sainte-Trinité est une des rares congrégations anglophones. Le premier culte a lieu au 47 West 21st Street, dans un édifice construit à l'origine pour l'église néerlandaise réformée de Saint-Paul.
En 1968, l'église commence le programme Bach Vespers, où les cantates de Bach sont entendues le jour fixé par Jean-Sébastien Bach dans le contexte de culte.  Le chœur de l'église enregistre des hymnes et de la musique liturgique pour la maison d'édition Augsbourg Fortress.  L'église accueille également une soupe populaire pour les personnes souffrant du SIDA et d'autres maladies sexuellement transmissibles.

## Dans la culture populaire
- Dans le film de 1970 The Out-of-Towners, Gwen Kellerman et son mari George entrent dans l'église pour prier[2].
- Dans le film de 1984 Ghostbusters, Stay Puft Marshmallow Man marche et détruit l'église, faisant s'exclamer Peter Venkman : « Personne ne marche sur une église dans ma ville ! »